# Phylloteles olgae
Phylloteles olgae är en tvåvingeart som först beskrevs av Boris Borisovitsch Rohdendorf 1926.  Phylloteles olgae ingår i släktet Phylloteles och familjen köttflugor.
Artens utbredningsområde är Iran. Inga underarter finns listade i Catalogue of Life.